# Лю-Джо Воллей
«Лю-Джо Воллей» (Liu-Jo Volley) — итальянский женский волейбольный клуб из Модены. Функционировал в 2013—2016 годах. В мае 2016 команда клуба объединилась с «Нордмекканикой» из Пьяченцы в команду «Лю-Джо Нордмекканика» (Модена), включённую в структуру ВК «Ривер Воллей».

## Достижения
- Бронзовый призёр чемпионата Италии 2016;
- Финалист Кубка Италии 2015.

## История
Женский волейбол Модены имеет давние традиции. В городе на протяжении более чем 50 лет уже существовали различные команды («Аудакс», «Минелли», «Фини», «Модена»), в общей сложности 12 раз становившиеся чемпионами Италии. Последней из этого ряда была команда «Универсал», в 2010—2013 выступавшая в серии А1, но в январе 2013 прекратившая существование.
С целью возвращения славных традиций женского волейбола Модены в мае 2013 года был образован волейбольный клуб «Liu-Jo Volley» по инициативе братьев Ванниса и Марко Ванни — владельцев крупной сети Liu-Jo по производству и продаже одежды, а также обуви, часов, ювелирных изделий, сумок и прочих аксессуаров. Название происходит от прозвищ братьев — Liu (Ваннис Марки) и Jo (Марко Ванни). До 2012 их компания на протяжении двух сезонов уже выступала спонсором женской волейбольной команды «Универсал», но затем решила начать собственный волейбольный проект.

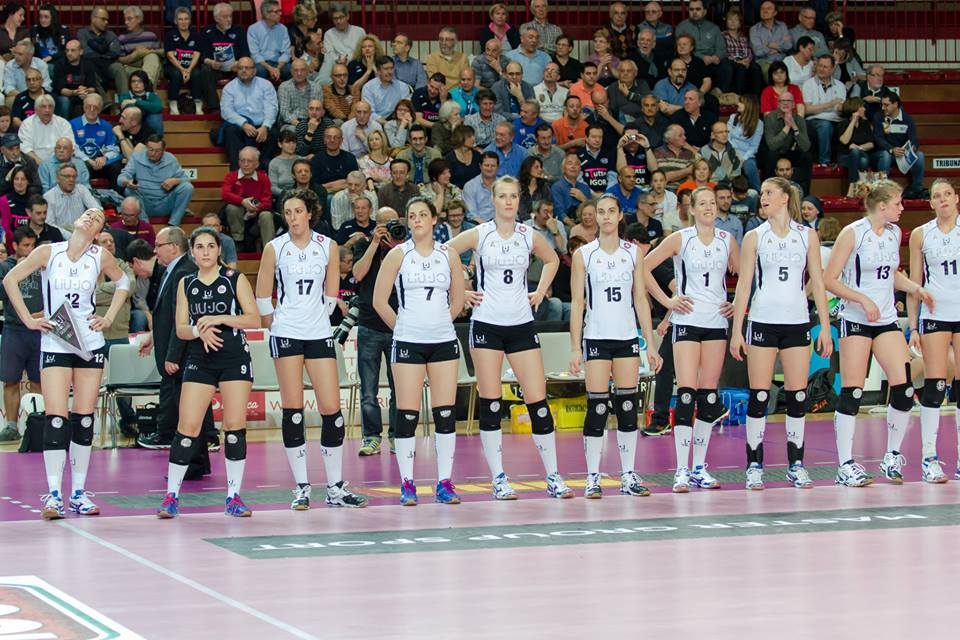
«Лю-Джо Воллей». Сезон 2013—2014.

В сезоне 2013/2014 «Лю-Джо Воллей» стартовала в серии А1, заменив в ней прекратившую существование команду «Карнаги» (Вилла-Кортезе). Под руководством тренера Мауро Кьяппафреддо команда из Модены в регулярном первенстве заняла 5-е место, а в серии плей-офф выбыла уже на четвертьфинальной стадии, уступив «Горгондзоле» из Новары дважды по 1:3. В Кубке Италии «Лю-Джо Воллей» дошла до полуфинала, где проиграла «Фоппапедретти» со счётом 1:3. В число лучших бомбардиров чемпионата вошли игроки клуба хорватка Саманта Фабрис и опытнейшая Франческа Пиччинини.

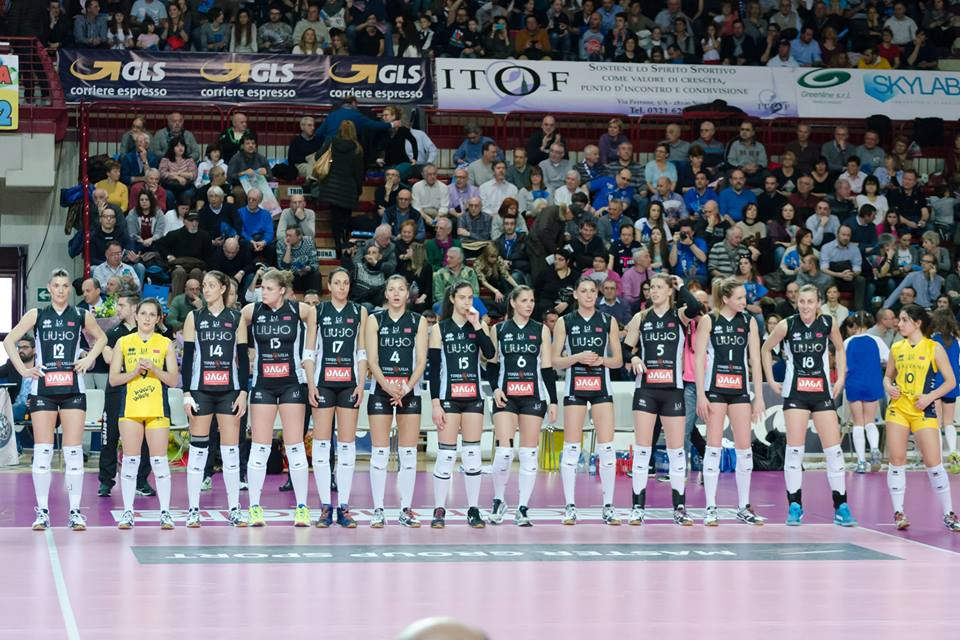
«Лю-Джо Воллей». Сезон 2014—2015.

В следующем сезоне на предварительной стадии первенства волейболистки Модены разделили 2-е место с «Поми» (Казальмаджоре), но в плей-офф вновь не смогли пройти четвертьфинал, уступив в упорнейшей борьбе команде «Имоко» (Конельяно) 1-2 (3:1, 2:3, 2:3). В Кубке страны «Лю-Джо Воллей» дошла до финала, но в решающем матче оказалась слабее «Горгондзолы» (Новара) 1:3.
В межсезонье 2015 команда из Модены обновилась самым кардинальным образом. Из прошлого состава остались только 4 волейболистки, а также тренерский состав во главе с Алессандро Бельтрами. Покинули команду все легионеры (кроме бельгийки Хейрман), а также такие опытные игроки как Франческа Пиччинини, Джулия Рондон, Лючия Крисанти. Из новичков прежде всего следует выделить одного из лидеров национальной сборной Италии диагональную нападающую Валентину Диуф. Новым капитаном стала перешедшая в Модену Кьяра Ди Юлио. Кроме них пополнили состав испано-кубинская нападающая Джессика Риверо, венгерка Дора Хорват, словенка Лана Щука, хорватка Бернарда Чутук, а также ряд итальянских волейболисток. В чемпионате Италии команда дошла до полуфинала, где уступила со счётом 0-2 в серии (2:3, 1:3) будущему чемпиону — «Имоко» (Конельяно).
После окончания сезона 2015/2016 было объявлено об объединении команд «Лю-Джо Воллей» (Пьяченца) и «Нордмекканика» (Пьяченца). Новая команда вошла в структуру ВК «Ривер-Воллей», стала носить название «Лю-Джо Нордмекканика» и базироваться в Модене. Одним из основных спонсоров клуба осталась компания Liu-Jo (наряду с Nordmeccanica Group). Волейбольный клуб «Лю-Джо Воллей» прекратил существование, передав права на выступление в серии А1 клубу «Неруда Воллей» (команда «Зюдтироль Больцано»).

## Волейбольный клуб «Лю-Джо Воллей»
- Президент клуба — Ваннис Марки.
- Вице-президент — Марко Марки.
- Генеральный менеджер и спортивный директор — Кармело Борруто.

## Арена
Домашние матчи «Лю-Джо Воллей» проводила во дворце спорта Джузеппе Панини («PalaPanini»). Вместимость — 4970 зрителей. Дворец был открыт в 1985 году («Vinicio Vecchi»). С 1996 назван в честь умершего в том же году Джузеппе Панини — итальянского предпринимателя, основателя и президента спортивной группы «Панини». В настоящее время дворец служит домашней ареной также для мужской команды «Модена», выступающей в серии А1 мужского чемпионата Италии. Кроме этого, дворец принимает соревнования и по другим видам спорта, а также концерты и театральные представления.
В 2010 году в «PalaPanini» был одной из игровых арен чемпионата мира по волейболу среди мужчин, а в 2014 — и среди женщин.